# Parafia św. Jana Chrzciciela w Berkeley
Parafia św. Jana Chrzciciela – prawosławna parafia w Berkeley, należąca do diecezji Zachodu Kościoła Prawosławnego w Ameryce.

## Historia
Pierwsze, okazjonalne nabożeństwa prawosławne były odprawiane w niewielkiej kaplicy w Berkeley po 1920, na potrzeby rosyjskich studentów Uniwersytetu Kalifornijskiego. Od 1931 w mieście na stałe zamieszkiwał prawosławny ks. Siergiej Leporski. W jego domu urządzono również kaplicę domową. W 1936 wspólnota została zarejestrowana jako stowarzyszenie non-profit, dwa lata później otrzymała status parafii w ramach Metropolii. Jej świątynią była kaplica domowa w domu przy ul. Dwight Way, w której zamieszkiwał również proboszcz.
Po II wojnie światowej liczba prawosławnych mieszkańców Kalifornii gwałtownie wzrosła. W związku z tym w 1950 parafia zakupiła obiekt u zbiegu ulic Essex i Adeline. Został on zaadaptowany na wolno stojącą cerkiew.
W pracy duszpasterskiej parafia posługuje się kalendarzem juliańskim. Językami liturgicznymi są angielski oraz cerkiewnosłowiański.